# Ricardo Melo Gouveia
Ricardo Maria de Brito e Cunha de Mello Gouveia (Lisboa, 6 de agosto de 1991) é um jogador profissional de golfe português.

## Biografia
Ricardo Maria de Brito e Cunha de Mello Gouveia nasceu em 6 de agosto de 1991, em Lisboa.
Filho de Tomás Vieira da Cruz de Mello Gouveia (6 de Abril de 1961), bisneto dum primo irmão do 1.º Visconde de Miranda do Corvo, sobrinho-tetraneto do 1.º Conde de Penha Longa e 1.º Visconde da Gandarinha e do pai do 2.º Visconde dos Olivais jure uxoris e 1.º Conde dos Olivais, estes tios paternos do deputado Licínio Pinto Leite, e de sua mulher (29 de Setembro de 1990) Maria Teresa Pablos de Brito e Cunha (14 de Novembro de 1967), tetraneta dum espanhol e trineta duma judia sefardita, bisneta do 1.º Conde de Vilas Boas e sobrinha-trineta do 1.º Visconde de São Torquato.
Cresceu a jogar no mesmo clube que Ricardo Santos (Clube de Golfe de Vilamoura) o que Melo Gouveia considerou "uma boa inspiração".
Ricardo Melo Gouveia tornou-se profissional na modalidade em 2014.
Vencedor do European Challenge Tour em 2015 (Road to Oman), foi o primeiro português a conquistar a segunda liga do golfe europeu.
Um dos melhor jogador português desta modalidade da atualidade, Melo Gouveia tornou-se, em 2015, no mais bem classificado de sempre no ranking mundial de jogadores de golfe. A sua melhor classificação nesta listagem foi 77.º em 2016, tendo terminado a temporada de 2015 em 83.º lugar.
Ricardo Melo Gouveia representou Portugal no jogo por tacadas individual masculino do golfe nos Jogos Olímpicos de Verão de 2016, no Rio de Janeiro, Brasil. Nesta que foi a edição que marcou o regresso da modalidade ao programa olímpico após 112 anos de ausência, Ricardo Melo Gouveia ficou em 59.º lugar, atrás do outro representante luso Filipe Lima (48.º).
Em junho de 2024, Tomás alcançou o quinto lugar no Blot Open da Bretanha, prova do Challenge Tour de golfe, como recompensa recebeu 12 150€.